# Маріос Неофіту
Маріос Неофіту (грец. Μάριος Νεοφύτου; нар. 4 лютого 1977, Лімасол, Кіпр) — кіпріотський футболіст та тренер, виступав на позиції нападника.

## Клубна кар'єра
Футбольну кар'єру розпочав 1993 року в АЕЛі (Лімассол). Виступав у команді до 1999 року, після чого перейшов в «Анортосіс». У своєму останньому сезоні в «Анортосісі», після успішного сезону зі своєю командою і зіграв у всіх матчах чемпіонату за свою команду, відзначився 33-ма голами і став найкращим бомбардиром в сезоні 2002/03 років. Завдяки цьому викликав інтерес грецької команди ОФІ, куди перейшов влітку 2003 року. Наступного сезону повернувся на Кіпр, в АПОЕЛ, де за три сезони відзначився 26 голами. У червні 2007 року підписав контракт з АЕКу (Ларнака). У 2008 році підписав контракт з «Неа Саламіна», а в 2009 році — з «Олімпіакосом» (Нікосія). Потім перейшов до АПОПу. Згодом у 2010 році підписав контракт з «Акрітасом Хлоракасом», де грав один рік як гравець і став найкращим бомбардиром сезону.

## Кар'єра в збірній
У футболці національної збірної Кіпру 15 листопада 2000 року дебютував у переможному (5:0) домашньому поєдинку кваліфікації чемпіонату світу 2002 року проти Андорри, в якому вийшов на заміну на 74-й хвилині.

## Кар'єра тренера
У 2011 році став граючим тренером команди «Акрітас Хлоракас». У червні 2012 року підписав контракт з АПЕПом, де став граючим тренером. У квітні 2013 року перейшов до «Айя Напу», знову як граючий тренер, щоб допомогти команді вийти до першого дивізіону Кіпру. У жовтні 2013 року покинув клуб, щоб приєднатися до АЕЛ Лімассол як виконувач обов'язків головного тренера, а згодом як помічник тренера Івайла Петева. У листопаді 2014 року, після звільнення Івайла Петєва, також звільнений з АЕЛа. З 2015 по 2017 рік був також асистентом у клубі «Ерміс».

## Досягнення

### Як гравця

#### Клубні
«Анортосіс»
- Перший дивізіон Кіпру
  -  Чемпіон (1): 1999/2000

- Кубок Кіпру
  -  Володар (2): 2001/02, 2002/03

- Суперкубок Кіпру
  -  Володар (2): 1999, 2000

АПОЕЛ
- Перший дивізіон Кіпру
  -  Чемпіон (1): 2006/07

- Кубок Кіпру
  -  Володар (1): 2005/06

- Суперкубок Кіпру
  -  Володар (1): 2004

#### Індивідуальні
- Найкращий бомбардир чемпіонату Кіпру (1): 2002/03